# Mellicta obsoleta
Mellicta obsoleta är en fjärilsart som beskrevs av Tutt 1896. Mellicta obsoleta ingår i släktet Mellicta och familjen praktfjärilar. Inga underarter finns listade i Catalogue of Life.